# Pocillopora
Pocillopora — рід мадрепорових коралів родини Pocilloporidae.

## Поширення
Представники роду поширені на коралових рифах у тропічних і субтропічних регіонах Індійського і Тихого океанів.

## Опис
Корал утворює кулясті колонії до 30 см у діаметрі. Забарвлення колонії залежить від умов проживання. Може бути зеленкуватого, рожевого, жовто-коричневого або світло-коричневого кольору. Поліпи живляться планктоном. У тканинах поліпів живуть симбіотичні водорості зооксантели. Завдяки фотосинтезу ці водорості можуть виробляти багаті енергією молекули, які поліпи успішно асимілюють. Розмножуватись може і брунькуванням і статевим способом. Під час статевого розмноження личинки розвиваються в поліпах, а не плавають вільно у воді як в більшості коралів. Коли личинки дозрівають, вони вивільняються і можуть вільно плавати протягом декількох тижнів, перш ніж осісти на дні.

## Види
Рід містить 21 вид
- Pocillopora acuta Lamarck, 1816
- Pocillopora aliciae Schmidt-Roach, Miller & Andreakis, 2013[2]
- Pocillopora ankeli Scheer & Pillai, 1974
- Pocillopora bairdi Schmidt-Roach, 2014[3]
- Pocillopora brevicornis Lamarck, 1816
- Pocillopora capitata Verrill, 1864
- Pocillopora damicornis (Linnaeus, 1758)
- Pocillopora effusus Veron, 2002
- Pocillopora elegans Dana, 1846
- Pocillopora fungiformis Veron, 2002
- Pocillopora grandis Milne Edwards & Haime, 1860
- Pocillopora indiania Veron, 2002
- Pocillopora inflata Glynn, 1999
- Pocillopora kelleheri Veron, 2002
- Pocillopora ligulata Dana, 1846
- Pocillopora mauritiana Brüggemann, 1877
- Pocillopora meandrina Dana, 1846
- Pocillopora molokensis Vaughan, 1907
- Pocillopora verrucosa (Ellis and Solander, 1786)
- †Pocillopora vitiensis Hoffmeister, 1945
- Pocillopora woodjonesi Vaughan, 1918
- Pocillopora zelli Veron, 2002